# Manfred Gelpke

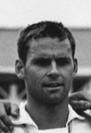
Der DDR-Meister 1969 Manfred Gelpke

Manfred Gelpke (* 3. März 1940 in Dresden) ist ein ehemaliger Ruderer aus der Deutschen Demokratischen Republik. 1968 gewann er bei den Olympischen Spielen die Silbermedaille im Vierer mit Steuermann.

## Sportliche Karriere
Manfred Gelpke startete für den SC Einheit Dresden und trainierte unter Hans Eckstein. Zusammen mit Lothar Schmidt wurde er 1963 und 1964 jeweils Vizemeister der DDR im Zweier ohne Steuermann. Ab 1965 saß er im Zweier zusammen mit Klaus Jacob, mit dem zusammen er 1966 DDR-Meister wurde. 1965 und 1970 belegte er jeweils bei der DDR-Meisterschaft den zweiten Platz im Achter. 1968 gewann ein rein Dresdner Achter den DDR-Meistertitel. In diesem Boot saßen Frank Forberger, Dieter Grahn, Peter Kremtz, Frank Rühle, Klaus Jacob, Manfred Gelpke, Dieter Schubert, Roland Göhler und Steuermann Dieter Semetzky.
Aus diesem Boot bildete Hans Eckstein für die Olympischen Spiele 1968 einen Vierer ohne Steuermann aus Forberger, Grahn, Schubert und Rühle und einen Vierer mit Steuermann aus Jacob, Gelpke, Kremtz, Göhler und Semetzky. Auf der Regattastrecke von Xochimilco gewann der Vierer ohne Gold, der Vierer mit holte Silber hinter den Neuseeländern. Für den Gewinn der Silbermedaille wurde Gelpke mit dem Vaterländischen Verdienstorden in Bronze ausgezeichnet.  1969 wurde er noch einmal DDR-Meister im Vierer mit.
Manfred Gelpke war gelernter Modellbauer. Mit einem Fernstudium an der DHfK erreichte er einen Abschluss als Diplom-Sportlehrer. Ab 1978 war er an der Kommunalen Berufsschule in Dresden tätig.